# Digital Print Order Format

Logo

Das Digital Print Order Format, kurz DPOF, ist ein für die digitale Fotografie verwendetes Speicherformat, in dem zusätzliche Informationen zu den Bildern auf der Speicherkarte für den Ausdruck auf einem Drucker oder im Fotolabor erfasst werden können, wie etwa Zahl der Kopien, Papierformat, Bild-Text und Titel, Bildorientierung.
Die Informationen werden zumeist als Textdatei in einem speziellen Verzeichnis abgelegt und können über einen der Kamera-Menüpunkte bearbeitet werden. Die Speicherkarte kann anschließend zu einem Fotolabor gebracht werden, oder daheim an einem DPOF-kompatiblen Drucker angeschlossen werden, der die Bilder ausdruckt.
DPOF wurde von einem Konsortium von Druckerherstellern, einschließlich Canon, Inc., Eastman Kodak, Fujifilm und Matsushita Electric Industrial Co. entwickelt. Nach der ersten Veröffentlichung im Oktober 1998, wurde die Spezifikation am 17. Juli 2000 zur Version 1.10 erweitert.
Die aktuelle Version enthält unter anderem folgende Möglichkeiten:
- Druck von mehreren Bildern auf ein Blatt
- Festlegen der Papiergröße des Ausdruckes
- Versenden von Bildern via Fax und Internet
- Generieren von Slide-Shows mit einem Auto-Play-Feature.